# Salmaan Taseer

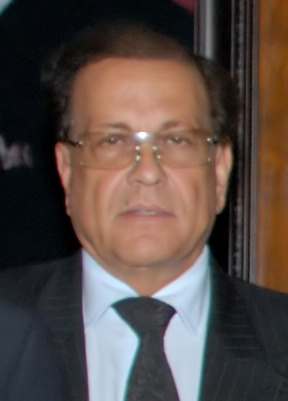
Salmaan Taseer (2009)

Salmaan Taseer (n. 31 mai 1944 - d. 4 ianuarie 2011) a fost un om de afaceri și politician pakistanez, guvernator al provinciei Punjab (Pakistan) în perioada 2008-2011. 

## Decesul
Pe 4 ianuarie 2011 a fost asasinat la Islamabad de unul din proprii oameni de securitate.